# Jacob Gade

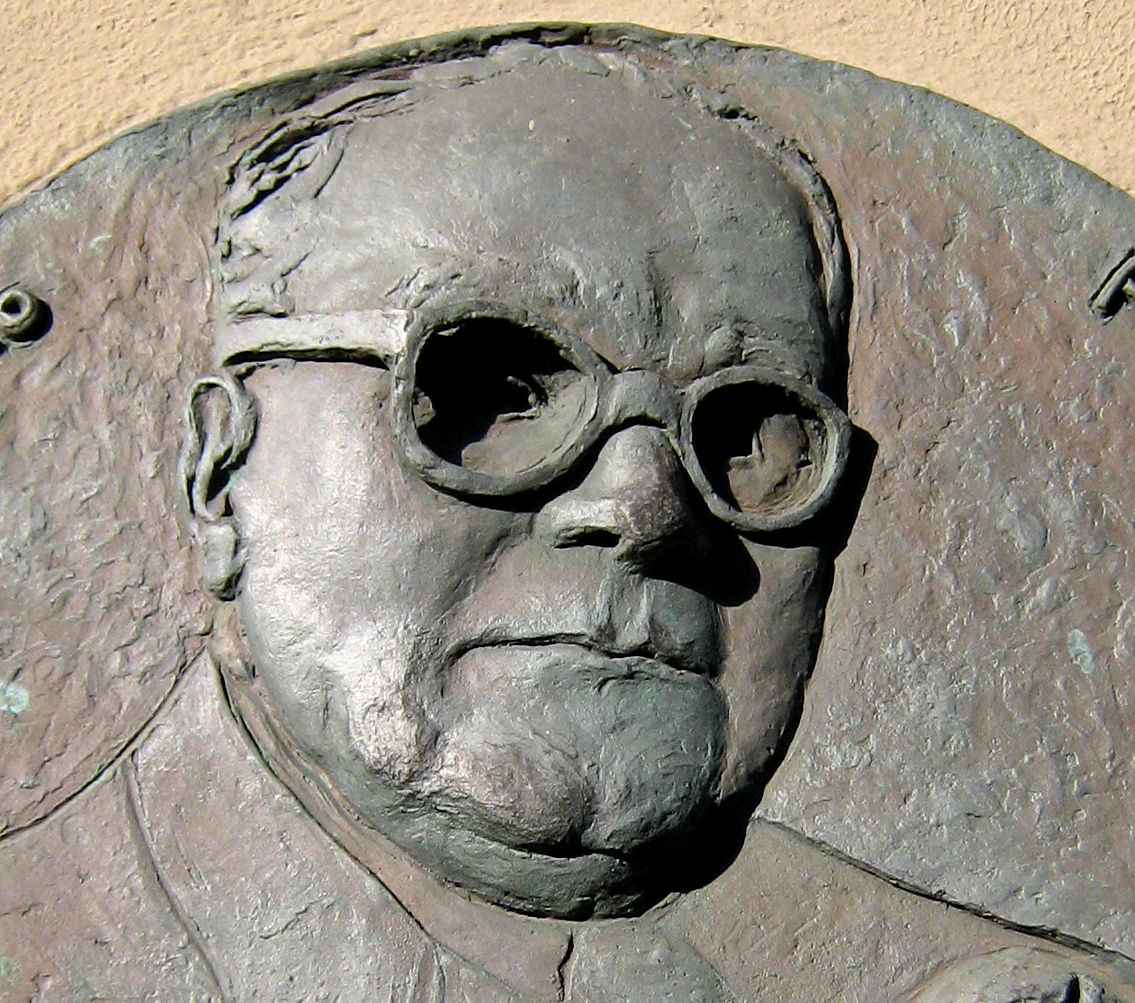
Jacob Gade, Ausschnitt seiner Gedenktafel in Vejle

Jacob Thune Hansen Gade (* 29. November 1879 in Vejle, Dänemark; † 20. Februar 1963 in Torø Huse, Gemeinde Assens auf der Insel Fünen) war ein dänischer Violinist und Komponist vorwiegend populärer Orchestralmusik.
Heute ist er fast ausschließlich für sein Stück Jalousie (Tango Tzigane) bekannt, das am 14. September 1925 uraufgeführt wurde (Jalousie franz. „Eifersucht“, wird auch englisch Jealousy ausgesprochen und manchmal auch so oder Jealousie geschrieben). Der Tango, den er für die Begleitung eines Stummfilms schrieb, als er dem Orchester des Palads Teater vorstand, wurde ein internationaler Hit und bis heute in mehr als hundert Tonfilmen verwendet, u. a. in Tod auf dem Nil. In vielen Sprachen wurden Texte für die Jalousie verfasst. Die Tantiemen für diese Komposition ermöglichten Gade, sich für den Rest seines Lebens ganz dem Komponieren zu widmen. Im Jahre 1943 zog er sich in das Dörfchen Torø Huse am Westrand der Insel Fünen zurück, wo er 1963 verstarb.
Heute fließt das Geld in eine Stiftung für junge Musiker.

## Diskographie
- Christian Westergaard: Walzer, Tangos und Filmmusik. 2010 Dacapo 8.226057 (Naxos)